# Nemšová
Nemšová (Hongaars:Nemsó) is een Slowaakse gemeente in de regio Trenčín, en maakt deel uit van het district Trenčín.
Nemšová telt 6136 inwoners.